# Kölpiensee
Der Kölpiensee ist ein See im Norden der Ostseeinsel Usedom in Mecklenburg-Vorpommern.

## Lage und Beschreibung
Er liegt in der Gemarkung der Gemeinde Peenemünde im Landkreis Vorpommern-Greifswald einige hundert Meter nördlich der Ortschaft und südlich des Flugplatzes Peenemünde. Der See hat eine maximale Ausdehnung von etwa 800 × 520 Meter bei einer Oberfläche von circa 30 Hektar. Sein Wasserspiegel liegt lediglich 0,3 Meter über NHN. Er befindet sich in einem Niedermoorgebiet und ist von einem Schilf- und Sumpfgürtel umgeben. Somit ist sein Ufer praktisch kaum zugänglich und an keiner Stelle zum Baden geeignet. Der Kölpiensee ist Rastplatz zahlreicher Zugvögel und liegt im Naturpark Insel Usedom.